# EPDM-Dichtungsbahn

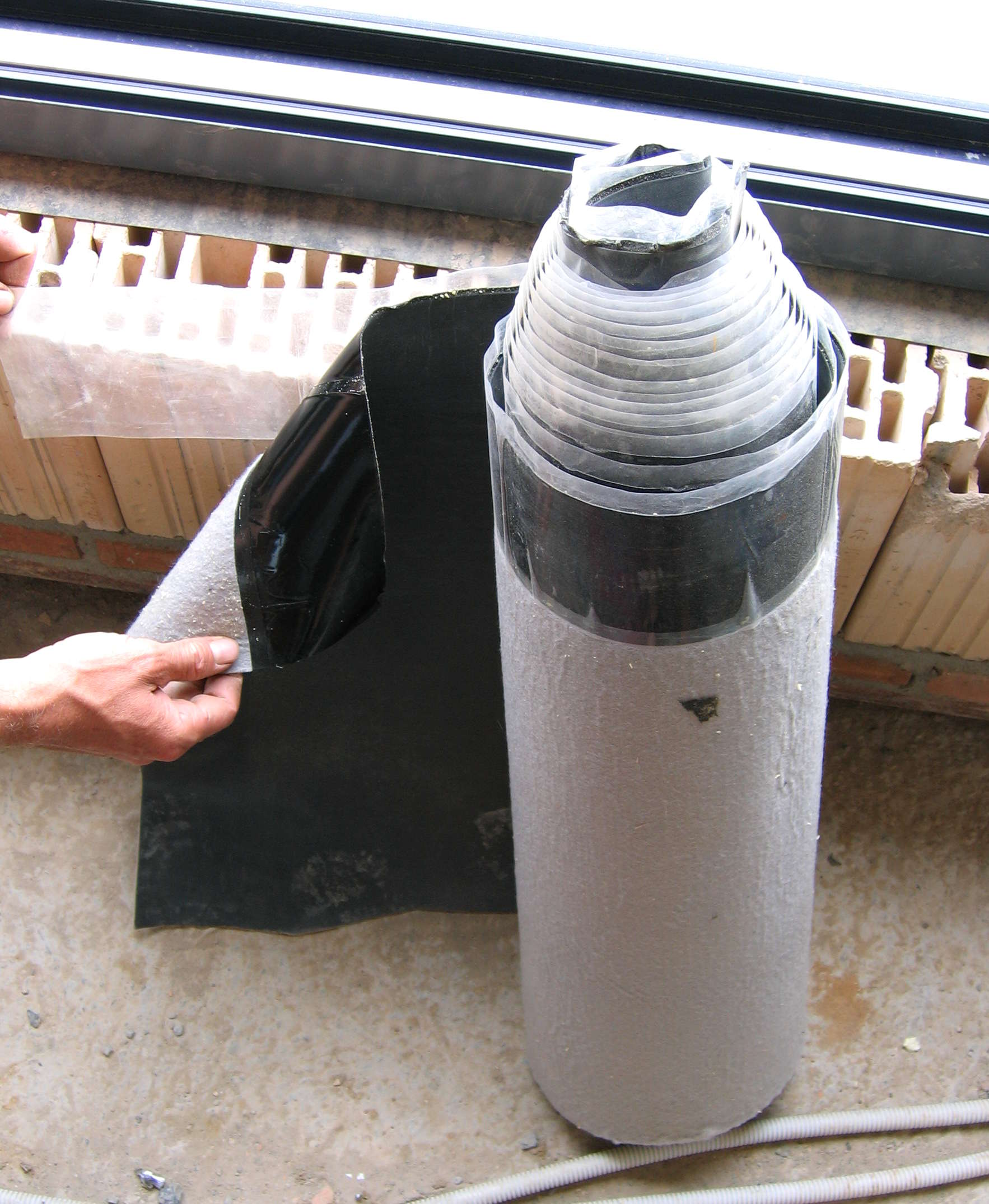
EPDM-Dichtungsbahn

Eine EPDM-Dichtungsbahn ist ein folienförmiger Baustoff aus Ethylen-Propylen-Dien-(Monomer)-Kautschuk, einem gummielastischen Werkstoff nach EN 13956 und Synthesekautschuk der M-Gruppe nach DIN ISO 1629. EPDM wird seit Anfang der 1960er-Jahre als Baustoff zur Abdichtung von Flachdächern (siehe Dachabdichtung), von hinterlüfteten Fassaden und Teichen (siehe dazu Teichfolie) und erdberührten Gebäudeteilen verwendet.

## Eigenschaften und Verwendung
EPDM besteht aus sehr langen, gesättigten und damit hoch stabilen Molekülketten. Diese Struktur ist verantwortlich für seine hohe Elastizität und Widerstandsfähigkeit gegenüber vielen chemischen, thermischen und mechanischen Belastungen. Der Werkstoff EPDM ist bis zu 500 % dehnbar, dauerhaft elastisch (auch bei Temperaturen zwischen −40 °C und +120 °C).  Er verfügt nach Aussage des Süddeutschen Kunststoffzentrums (SKZ) über eine uneingeschränkte Nutzungsdauer von mehr als 50 Jahren. Das Material ist besonders alterungs- und ozonbeständig ohne zusätzlichen Oberflächenschutz oder Zusätze wie flüchtige Weichmacher. EPDM-Dichtungsbahnen sind UV- und IR-stabil und widerstandsfähig gegen eine Vielzahl von chemischen Medien, jedoch nicht gegen Mineralöle, Fette und Kohlenwasserstoffe. EPDM ist mit EPS verträglich und kann auf Dachdämmungen dieser Art ohne Vlies-Zwischenlage aufgebracht werden (bei PVC-Folien würden deren Weichmacher ins EPS migrieren, wodurch das PVC versprödet und brechen kann). Dabei ist aber die erhöhte Hitzebelastung bedeutend. Dadurch, dass EPDM in der Regel in der Farbe schwarz geliefert wird, erhitzen sich diese Oberflächen viel stärker und können die darunter liegenden Dämmstoffe schmelzen bzw. beschädigen und dadurch die Wärmedämmung vermindern. Mit den häufig als Schutz für die Abdichtbahn benutzten weichmacherhaltigen Bautenschutzmatten sind EPDM-Folien verträglich.
Eingesetzt wird EPDM bei Neubauten oder Sanierungen zur Abdichtung von Flachdächern, Fassaden und zur Bauwerksabdichtung sowie für Teichfolien und die Abdichtung wasserführender Gebäudeelemente. Erhältlich ist der Werkstoff in Form von Bahnen oder auf Maß gefertigten Planen. Zudem gibt es auch die für Profile, Randabschlüsse oder Dachdurchdringungen erforderlichen Formteile aus EPDM. Gelegentlich werden Dachdichtungsbahnen als Teichfolien angeboten, diese enthalten zusätzlich Flammschutzmittel und höhere Gehalte an UV-Stabilisatoren, welche für die Verwendung als (abgedeckte) Teichfolie nicht unbedingt nötig sind.
Die beiden Füllstoffe Ruß oder Kreide bedingen die wenigen Folienfarben: schwarz oder anthrazit, hellgrau und weiß. EPDM-Folien enthalten keine Weichmacher, aber als Zusatzstoffe Antioxidantien und UV-Absorber.
Aufgrund der materialtypischen Eigenschaften von EPDM ergeben sich spezifische Vorteile im Bauwesen: Die vergleichsweise leichte Folie eignet sich für den Leichtbau. Auf dem Dach ist EPDM als Unterlage für die Dachbegrünung besonders geeignet, da es durchwurzelfest ist. Auch Solaranlagen können auf dem begehbaren, robusten Material aufgestellt werden. Darüber hinaus gilt der Werkstoff über die gesamte Nutzungsdauer als sehr wartungsarm.

## Verarbeitung
Verlegearten sind:
- lose verlegt, mit einer Auflast aus Kies ca. 4–6 cm teilweise bis 18 cm oder Substraten für eine Begrünung
- vollflächig verklebt mittels Kontaktkleber
- mechanisch befestigt, mit Durchdringung der Dachhaut in der Naht oder ohne Durchdringung mittels eines Haftbandes, das vorher mechanisch mit der Unterkonstruktion verschraubt wird

Offenes Feuer wird bei der Verarbeitung nicht angewendet. EPDM kann zudem ganzjährig verlegt werden.

## Nahtfügung
Für EPDM-Dichtungsbahnen gibt es drei verschiedene Methoden der Nahtfügung:
1. Bei der Verbindung mit einem Nahtband wird die Naht im Überlappungsbereich mit einem unvulkanisierten Nahtband hergestellt. Mittels Primer als Aktivator wird die EPDM-Oberfläche im Nahtbereich für die Verbindung vorbereitet und dieser sorgt beim Verbinden für eine molekulare Vollvernetzung. Die Bahnen werden als Rollenware bis zu einer Größe von 15,25 × 61 m angeboten. Eine Spezialausführung mit einem einseitig vorinstallierten Nahtband, FAT steht für Factory Applied Tape (dt. „in der Fabrik aufgebrachtes Nahtband“), wird auch angewendet.[10]
2. Bei der Vulkanisation werden die Bahnen überlappt und dazwischen ein unvulkanisiertes Hot-Bonding-Band gelegt. Durch Druck, Temperatur und Zeit wird die Naht zusammengepresst und materialhomogen vulkanisiert. Diese Art der Nahtfügung wird vorzugsweise zur Herstellung von vorkonfektionierten Planen verwandt. Diese werkseitig hergestellten Planen können bis zu einer unbegrenzten Größe in einem Stück produziert werden. Eine Einschränkung auf ca. 1500 m² gibt es jedoch durch die Handhabbarkeit für die Verleger und die durchschnittlichen Kranlasten für Lkw-Kräne.[10]
3. Zum Warmgasschweißen werden EPDM-Dichtungsbahnen am Bahnenrand beidseitig mit einem PE-Fügerand ausgestattet. Mit einem Heißluftgebläse werden die Überlappungen homogen verschweißt. Formteile für Durchdringungen sind ebenfalls mit einem Schweißrand ausgerüstet und können dadurch auf die Abdichtung geschweißt werden.

## Brandschutz
EPDM wird, im Gegensatz z. B. zur Dachpappe bzw. Bitumenbahn, ohne offene Flamme verlegt, wodurch das Brandrisiko am Bau reduziert wird. Somit eignet es sich auch für den Holzbau oder zur Nachverdichtung in bebauten Gebieten.

## Nachhaltigkeit
EPDM gilt als umweltfreundlicher und nachhaltiger Kunststoff für Dach- und Dichtungsbahnen. Bei genauer Betrachtung der Sicherheitsdatenblätter der einzelnen Hersteller kommen dabei aber erhebliche Bedenken auf. Dadurch, dass EPDM Zinkverbindungen für die Vernetzung des Werkstoffes und verschiedene benzolhaltige Inhaltsstoffe für die Vulkanisation benötigt, können diese Bedenken wissenschaftlich belegt werden. Niederschlagswasser, das von Kunststoffdachbahnen abfließt, kann dabei Inhaltsstoffe auswaschen. Für EPDM liegen die Stoffe Hexamethylendiamin, 1,3-Benzothiazol und Anilin mit Konzentrationen zwischen 0,007 bis 0,4 mg/L Wasser deutlich über den gesetzlich vorgegebenen und in der Qualitätszielverordnung Chemie Grundwasser definierten Grenzwerten von 0,1 µg/L. Von teilvernetzten EPDM-Bahnen geht eine geringere Belastung aus, als von voll vernetzten.

## Geschichte
EPDM wird seit den 1960er-Jahren industriell in großem Maßstab hergestellt, nachdem die Chemiker und Nobelpreisträger Karl Ziegler (1898–1973) und Giulio Natta (1903–1979) erstmals die Voraussetzung für rentablere, vereinfachte Herstellungsverfahren – das Ziegler-Natta-Verfahren der Polymerisation – geschaffen hatten. Im Bereich Gebäudeabdichtung setzt es sich seither immer mehr durch: In den USA gehört es schon zu den am häufigsten verwendeten Dichtungsmaterialien für Dach und Fassade. In den Niederlanden wuchs der Marktanteil von EPDM zwischen 1997 und 2015 von 4,3 % auf 20 % an. In Deutschland gewinnt es stark an Bedeutung, so beurteilten 86 % der in einer aktuellen (Ende 2018) Studie befragten Architekten und Planer EPDM als „sehr wichtig“ und „wichtig“.
Die Entwicklung im Bereich der Gebäudeabdichtung ist von einer Vielzahl an Faktoren bestimmt: Funktionsanforderungen im modernen Gebäudebau ebenso wie Umwelt- und Gesundheitsaspekte und die damit verbundenen gesetzlichen Auflagen sowie der Trend zum Flachdachbau, zur Dachbegrünung und zu Solardächern.
Bis in die 1950er-/1960er-Jahre gebräuchliche traditionelle Abdichtungsmaterialien wie die mit Steinkohlenteer getränkte Dachpappen erwiesen sich immer mehr als schädlich für Menschen und Umwelt. Etwa ab Ende der 1970er-Jahre löste zunächst flüssiges Bitumen, ein asphaltverwandtes Erdölprodukt, den Teer ab. Im Zuge der ersten Energiekrise der späten 1970er-Jahre und gefördert durch die wachsende Umweltbewegung wuchs die Forderung nach Energieeinsparung, was zur stärkeren Isolierung von Gebäuden führte. Dadurch wurde Wärme gespeichert, aber es erwärmten sich auch die Dachkonstruktionen. Teer und Flüssigbitumen haben jedoch einen Schmelzgrad von unter 50 °C, so dass es zu Beschädigungen und Leckagen kam. Daraufhin kamen in den 1980er-Jahren die Bitumen-Schweißbahnen auf, die seither weiter entwickelt wurden. Deren Verarbeitung erfolgt jedoch nach wie vor mit offener Flamme und damit hohem Brandrisiko. Zudem ist Bitumen als Schadstoff eingeordnet, was auch die Entsorgung erschwert. In den 1980er- und 1990er-Jahren wurden Kunststoffmaterialien entwickelt wie z. B. Polyolefin- und PVC-Folie. Hierbei lässt sich die erforderliche Flexibilität jedoch nur durch Zusatz von Weichmachern erzielen, die mit der Zeit ausgasen. Neben den schädlichen Umwelt- und Gesundheitsfolgen kann das auch zu Einbußen bei der Dehnbarkeit führen, das Material ermüdet und kann somit seine Funktion nicht mehr voll erfüllen. Mit EPDM wurde eine umweltgerechte, funktionale und zudem besonders langlebige Alternative für die Gebäudeabdichtung verfügbar. 1968 wurde erstmals ein Dach in Europa mit EPDM-Bahnen abgedichtet, das bis heute im Einsatz ist und nicht erneuert werden musste.